# Charlie Palmieri
Charlie Palmieri (* 21. November 1927 in New York; † 12. September 1988 ebenda) war US-amerikanischer Pianist und Orchesterleiter.
Charlie Palmieri, der ältere Bruder des Musikers Eddie Palmieri, arbeitete mit Größen der Salsa- und Latin Jazz-Szene wie Tito Puente, Celia Cruz, Ray Barretto und Pupi Campo zusammen. In den 1970er Jahren feierte er Erfolge als Musical Director der Fernsehshow von Tito Puente. 1988 war er als Musiker im Film „Salsa“ zu sehen.